# Autorització
L'autorització és el terme utilitzat per alguns estats sobirans com a sinònim d'aprovació d'un tractat internacional, en el sentit d'acte pel qual un òrgan intern, - sigui del Poder executiu o del legislatiu - autoritza a l'Estat a manifestar la seva voluntat de quedar obligat per un Tractat.